# Еритреја на Светском првенству у атлетици на отвореном 2023.
Еритреја је учествовала на 19. Светском првенству у атлетици на отвореном 2023. одржаном у Будимпешти од 19. до 27. августа четрнаести пут. Репрезентацију Еритреје представљало је  6 такмичара (4 мушкарца и 2 жене) који су се такмичили у 3 дисциплина (2 мушке и 1 женска).,
На овом првенству такмичари Еритреје нису освојили ниједну медаљу. У табели успешности према броју и пласману такмичара који су учествовали у финалним такмичењима (првих 8 такмичара) Еритреја је са 1 учесником у финалу делила 70. место са 1 бодом.
| Плас. | Земља    | 1. место | 2. место | 3. место | 4. место | 5. место | 6. место | 7. место | 8. место | Бр. финал. | Бод. |
| ----- | -------- | -------- | -------- | -------- | -------- | -------- | -------- | -------- | -------- | ---------- | ---- |
| =70.  | Еритреја | 0        | 0        | 0        | 0        | 0        | 0        | 0        | 1        | 1          | 1    |

## Учесници
| Мушкарци: - Мерхави Мебрахту — 10.000 м - Берхане Цегај Текле — Маратон - Гоитом Кифле — Маратон - Окбе Кибром Русом — Маратон | Жене: - Назрет Велду — Маратон - Долши Тесфу — Маратон |

## Резултати

### Мушкарци
| Атлетичар           | Дисциплина | Лични рекорд | Квалификације     | Квалификације     | Финале   | Финале       | Детаљи |
| Атлетичар           | Дисциплина | Лични рекорд | Резултат          | Место             | Резултат | Место        | Детаљи |
| ------------------- | ---------- | ------------ | ----------------- | ----------------- | -------- | ------------ | ------ |
| Мерхави Мебрахту    | 10.000 м   | 28:07,91     |                   |                   | 28:50,62 | 19 / 22 (25) |        |
| Берхане Цегај Текле | Маратон    | 2:07:21      | 2:21:28           | 33 / 60 (85)      |          |              |        |
| Гоитом Кифле        | Маратон    | 2:05:28      | 2:11:10 ЛРС       | 48 / 60 (85)      |          |              |        |
| Окбе Кибром Русом   | Маратон    | 2:05:51      | Није завршио трку | Није завршио трку |          |              |        |

### Жене
| Атлетичарка  | Дисциплина | Лични рекорд | Квалификације | Квалификације | Полуфинале | Полуфинале | Финале      | Финале      | Детаљи |
| Атлетичарка  | Дисциплина | Лични рекорд | Резултат      | Место         | Резултат   | Место      | Резултат    | Место       | Детаљи |
| ------------ | ---------- | ------------ | ------------- | ------------- | ---------- | ---------- | ----------- | ----------- | ------ |
| Назрет Велду | Маратон    | 2:20:29 НР   |               |               |            |            | 2:27:23 ЛРС | 8 / 65 (78) |        |
| Долши Тесфу  | Маратон    | 2:20:40      | 2:28:54       | 10 / 65 (78)  |            |            |             |             |        |